# Плетень

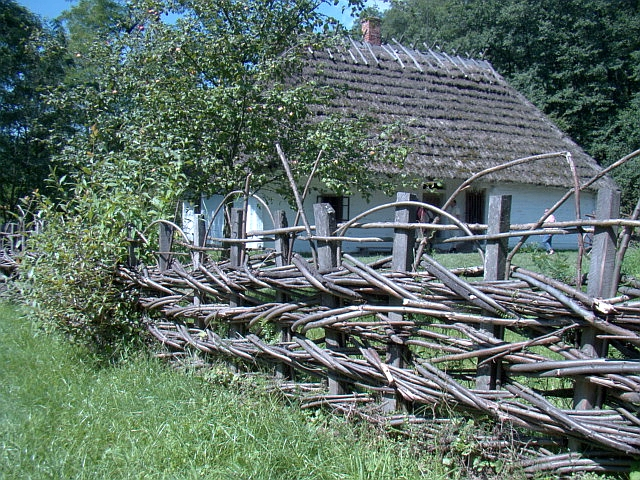
Горизонтальный плетень в польском Музее народной архитектуры в городе Санок

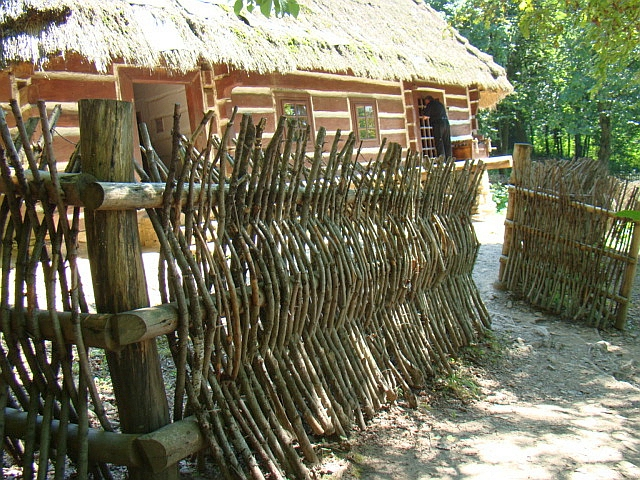
Вертикальный плетень там же

Плете́нь — плетёная изгородь из прутьев, ветвей и строительный материал аналогичной конструкции.
Плетень можно выполнить как горизонтально, так и вертикально. В первом случае ветви переплетают через вбитые в землю столбы. Во втором — на столбах укрепляют три горизонтальные жерди, между которыми в дальнейшем пропускают то спереди, то сзади прутья. Чем толще используемые прутья, тем больше должно быть расстояние между опорными столбами или жердями. Плетни служат 3—6 лет.
Для переплетения берётся молодая поросль любых кустарников толщиной 2—5 см. Обычно плетень изготавливают из ивняка; хорошо подходят также, например, прутья лесного ореха или черноплодки. Ветви должны быть срезаны в день плетения, так как если они высохнут, то могут начать ломаться при переплетении. Ветви могут как очищаться от коры, так и нет. Для улучшения плетения желательно замочить ветви в воде на несколько часов.
Наилучшим временем для заготовки лозы для плетения забора считается весна, пока в растении не началось сокодвижение. Также можно заготавливать лозу поздним летом и осенью (в этот период лоза приобретает наиболее насыщенный цвет и золотистый оттенок).
Декоративные плетни могут быть украшены подпорными стенками, вазонами, кашпо и другими малыми архитектурными формами. Также они могут визуально гармонировать с плетёной садовой мебелью.
Плетни, обмазанные глиной, использовались как строительный материал при сооружении домов (например, мазанок), запруд.

## История
Лёгкие плетёные изгороди известны с доисторических времён. Тонкие ветки были удобнее в использовании, чем тяжёлые брёвна, поэтому люди издавна употребляли их в строительстве. Первоначально плетень служил не забором, а стеной примитивных жилищ.